# پرواز ۳۴۷۲ هواپیمایی ساوت‌وست
پرواز ۳۴۷۲ هواپیمایی ساوت‌وست یک پرواز مسافربری بود که به‌طور مرتب از فرودگاه بین‌المللی نیواورلئان در نیواورلئان، لوئیزیانا به فرودگاه بین‌المللی اورلاندو در اورلاندو، فلوریدا انجام می‌گرفت. در ۲۷ اوت سال ۲۰۱۶، بوئینگ ۷۳۷–۷اچ۴ (وینگ‌لت)، با ۹۹ مسافر و پنج خدمه، ۱۲ دقیقه پس از خروج از فرودگاه نیواورلئان، حین صعود به ارتفاع ۳۱۰۰۰ پایی به سمت شرق خلیج مکزیک بود که موتور سی‌اف‌ام۵۶ آن دچار خرابی غیرقابل کنترل شد. ضایعات حاصل از موتور سمت چپ بدنه را سوراخ نمود و باعث از بین رفتن فشار کابین شد و به بال و دم هواپیما آسیب رساند. ماسک‌های اکسیژن در اختیار مسافران قرار گرفت و در این زمان خدمه شروع به کاهش اضطراری ارتفاع به سطح به ۱۰۰۰۰ پا نمودند. این هواپیما پس از گذشت حدود ۲۰ دقیقه بدون حادثه بیشتر به فرودگاه بین‌المللی پنساکولا رسید. در حالی که هواپیما خسارت قابل توجهی متحمل شده بود هیچ زخمی در سرنشینان آن وجود نداشته‌است.

## هواپیما

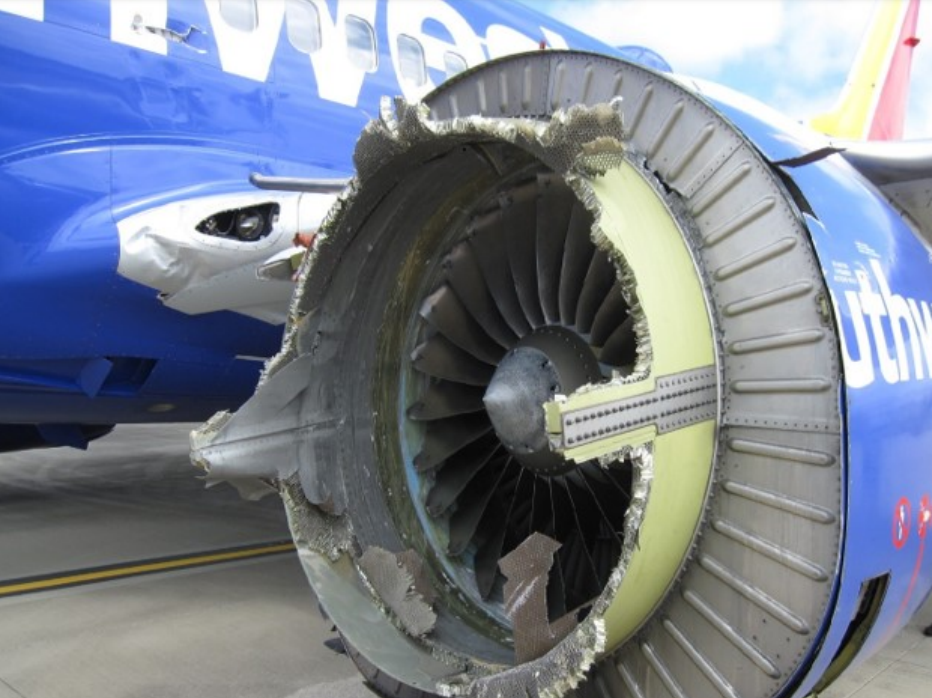

هواپیمای درگیر یک فروند بوئینگ ۷۳۷ نسل بعد ۱۶ ساله (با شماره ثبت N766SW) بود که در ماه مه سال ۲۰۰۰ به ساوت‌وست تحویل داده شده بود. این هواپیمای جت متعاقباً به خدمت بازگشت و تا مه سال ۲۰۱۹ در خدمت بود.